# Casio Wave Ceptor

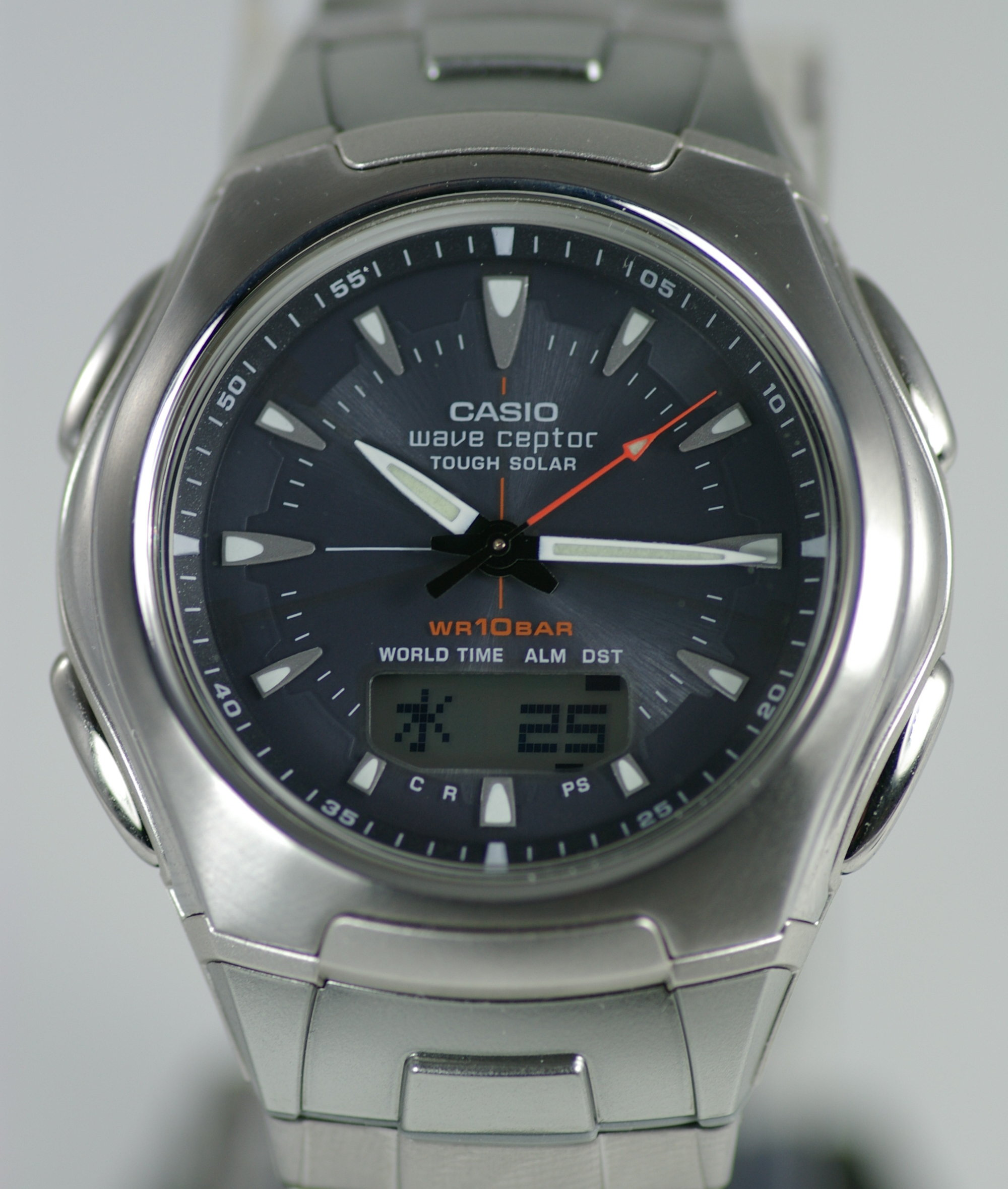
Годинник Casio Wave Ceptor, що може приймати сигнали із WWVB та JJY

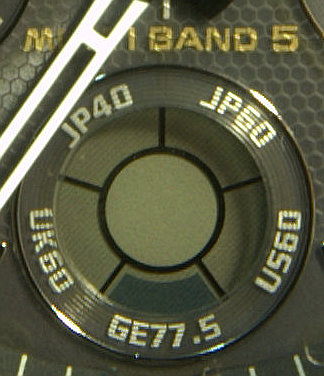
Індикація успішної радіосинхронізації часу з передавачем у Німеччині, на 77,5 КГц (Casio AWG100-1AER)

Casio Wave Ceptor — лінійка годинників виробництва Casio, що містять функцію синхронізації по радіо. Годинники Wave Ceptor можуть підстроювати відображуваний час приймаючи сигнали точного часу з багатьох станцій, розташованих по усьому світу.
У Європі годинникові модулі CASIO приймають сигнали точного часу від станції DCF77, що розташована у місті Mainflingen (Німеччина), що проводить передачу на частоті 77,5кГц та станції UK60 у Anthorn (Велика Британія), що працює на частоті 60кГц.
Casio декларує що прийом цих станцій можливий на відстані 1500 км, а отже на великій частині території України функція синхронізації може бути доступною. Хоча фактично, за сприятливих умов (зимовий період, нічна пора доби), синхронізація відбувається на усій території України та навіть західної частини Російської Федерації.